# Daiotyla albicans
Daiotyla albicans är en orkidéart som först beskrevs av Robert Allen Rolfe, och fick sitt nu gällande namn av Robert Louis Dressler. Daiotyla albicans ingår i släktet Daiotyla, och familjen orkidéer. Inga underarter finns listade i Catalogue of Life.

## Bildgalleri

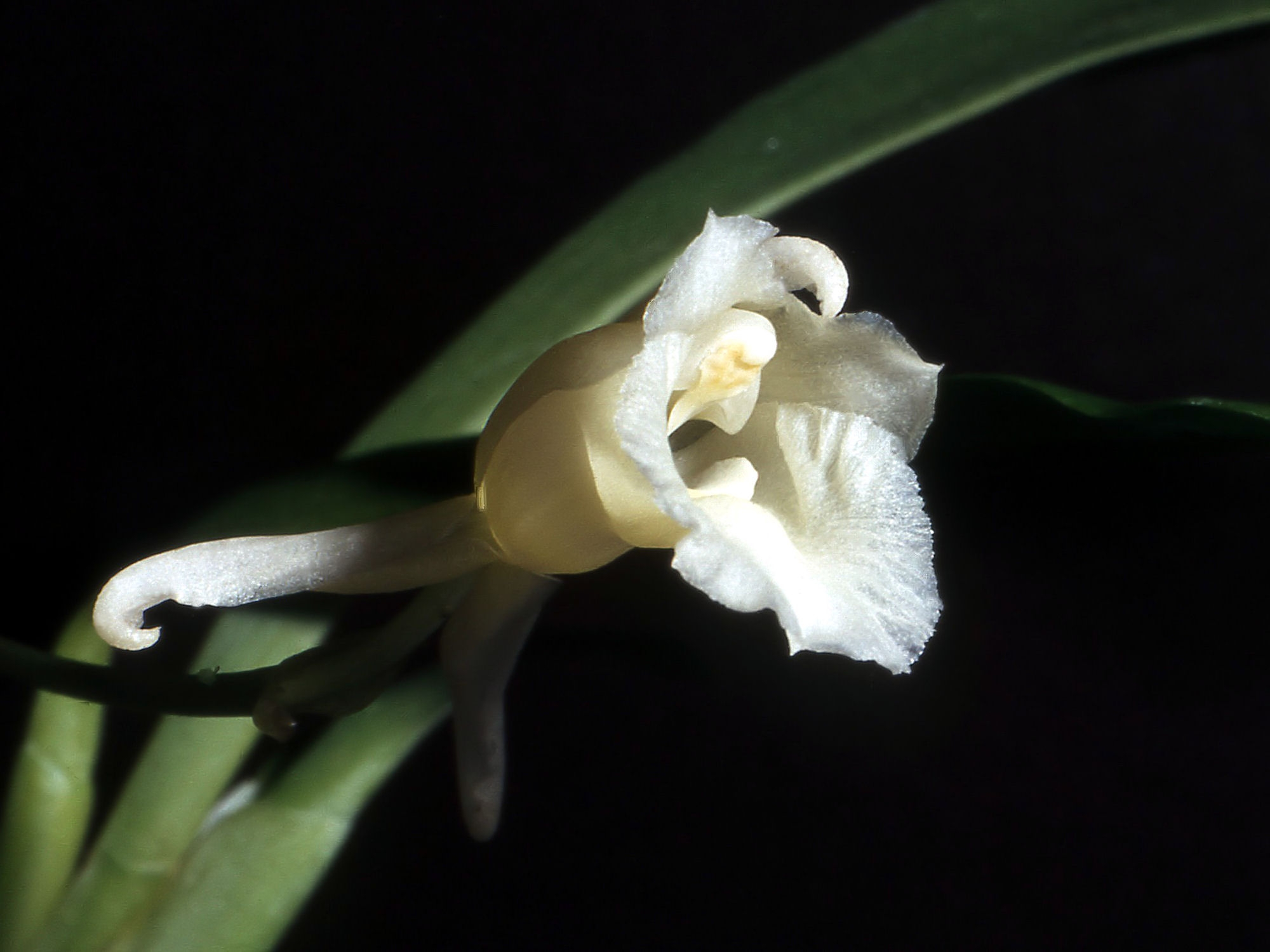
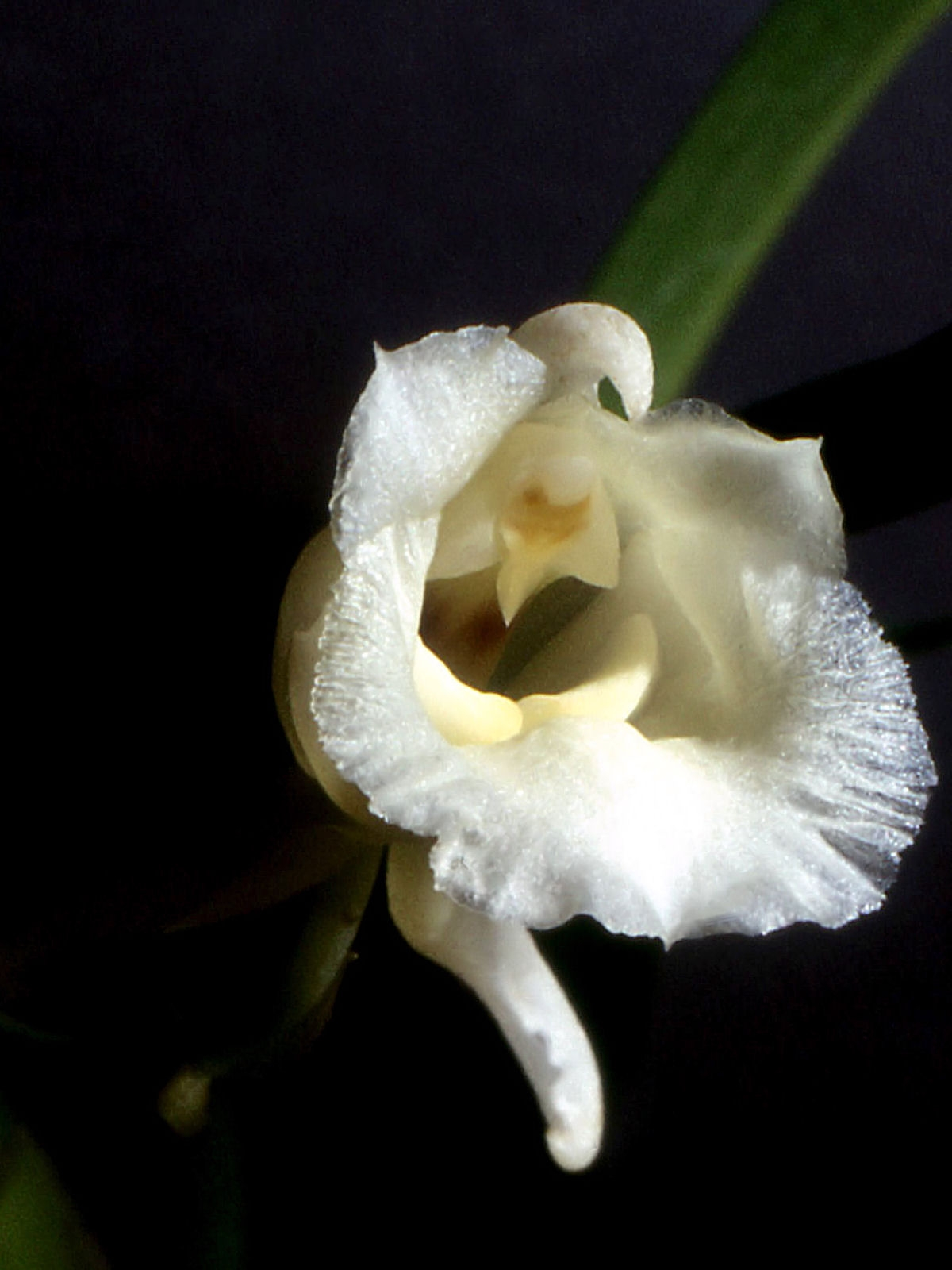